# Salinas Grandes

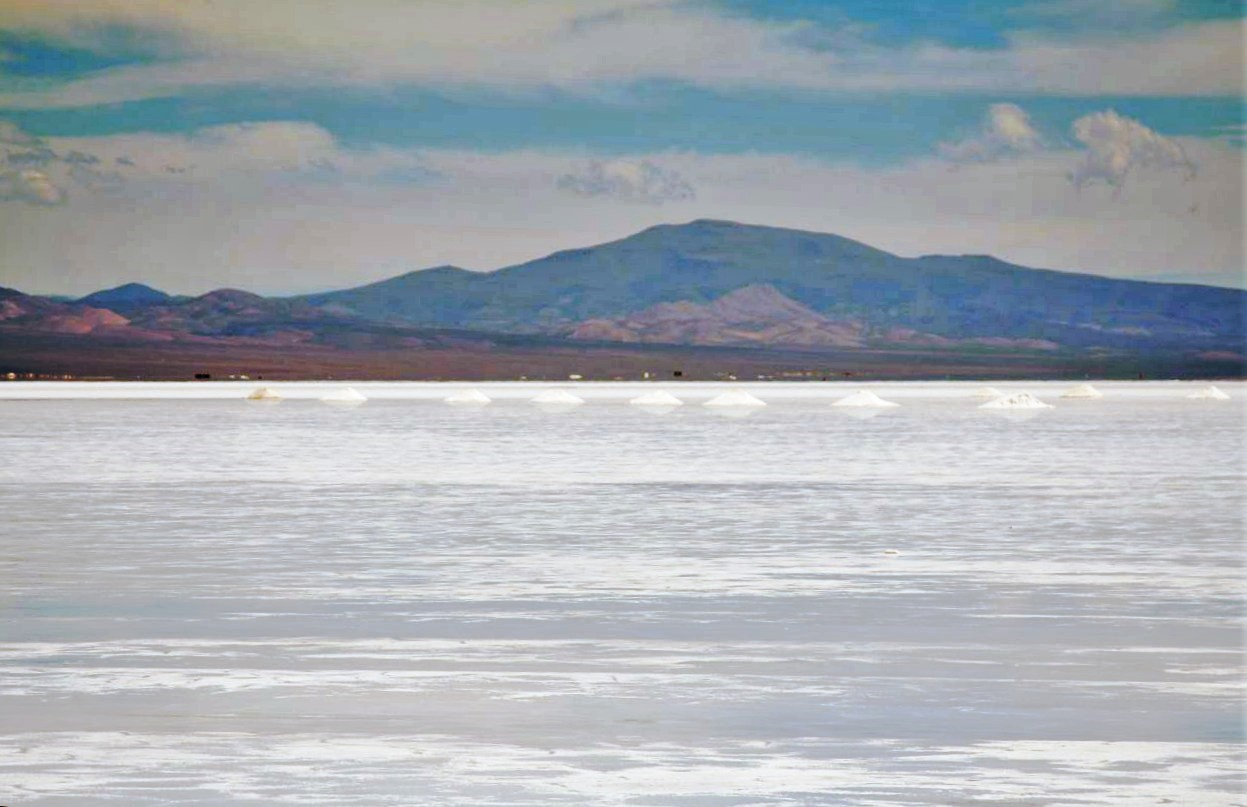
Những gò muối tại Salinas Grandes

Salinas Grandes là một sa mạc muối lớn ở giữa phía bắc Argentina, trên khu vực 4 tỉnh Córdoba, Catamarca, La Rioja và Santiago del Estero, với độ cao trung bình là khoảng 170 mét so với mực nước biển, Nó bao gồm một diện tích 6.000 km2 (2.300 dặm vuông Anh) và nằm ở chân của dãy núi Sierras de Córdoba.
Đồng muối này có tầm quan trọng trong ngành công nghiệp khai thác Natri và Kali. Gần đây, Salinas Grandes đã được khám phá là bên dưới lớp muối của nó là nước muối có chứa nồng độ cao Lithi, lên đến 1.600 ppm. Nồng độ trung bình trên toàn thế giới của Lithi là 1.100 ppm cho thấy nồng độ của kim loại này tại Salinas Grandes.